# コルベスさま
「コルベス様」（コルベスさま、独: Herr Korbes, KHM41）は、グリム童話の一つ。「コルベス氏」や「コルベスさん」とも。
「コルベス様」という名前については、この話が収録、発表された当時は「情けを知らない乱暴一図の怖い人」の名前としてある程度知名度があり、何も説明がなかった。「彼はきっと悪い人だった」という説明が入るのは第6版からである。
また、日本の『さるかに合戦』と、登場するキャラクター、対象を攻撃する手段と描写が、大変類似しているが、『さるかに合戦』が「サルがカニへいかなることをしたか」から語られるのに対し、この話はコルベス様が何をしたかが全く語られていない点が異なる。
グリム兄弟は、『ならずもの』との類似を指摘している。
カール゠ハインツ・マレは、この話の後半において、にわとり夫婦が登場しない点と、登場するキャラクターが石臼、針など女性のものである点から、この話は鶏で表わされるコルベス夫妻の、「コルベス夫人が配偶者を虐待する話」である可能性を示唆している。

## あらすじ
むかしあるところに、めんどりとおんどりがいた。その二匹が赤い車輪がついているきれいな車をつくり、四匹のねずみにその車をひかせて、二匹はコルベス様の家にむけて旅にでた。その道中でねこ、いしうす、たまご、あひる、留針、そして縫い針と出会いコルベス様の家まで共にした。
しかしコルベス様は家を留守にしていたため、めんどりとおんどりは止まり木へ、猫は暖炉、あひるは井戸のつるべおけ、卵は手ぬぐいにくるまり、留針は椅子のクッションに刺さり、縫い針はベットの枕の真ん中にとびこみ、石臼は戸の上で横になって、コルベス様がかえってくるのを待っていた。
コルベス様が帰ってきて暖炉に火を起こそうとした。すると、暖炉の中にいた猫は驚いてコルベス様の顔に灰を投げかけた。コルベス様は灰を洗い落そうとして井戸へむかうが、そこにいたアヒルに水をひっかけられた。その水を拭こうと手ぬぐいを引っ張ると卵が転がり落ちて割れて、中身が彼の両目をふさぎ、コルベスさまが休もうとして椅子に座ろうとすると、留針が彼を突き刺した。それでムシャクシャした彼はベッドに横になると、まくらに刺さっていた縫い針が彼の頭をつきさしたので、痛みで彼は叫びながら外に飛び出した。ところが玄関の戸のところまで来ると石臼が飛び降り、コルベス様を押しつぶして殺してしまった。
コルベス様はきっと、とても悪い人だったにちがいない。